# Gustavo Bell
Gustavo Adolfo Bell Lemus (Barranquilla, 1 de febrero de 1957) es un historiador, periodista, abogado y político colombiano. Fue vicepresidente de Colombia entre 1998 y 2002 en el gobierno de Andrés Pastrana.
Desde el 9 de enero hasta el 3 de agosto de 2018 fue jefe del equipo negociador en los diálogos de paz entre el gobierno de Colombia, iniciados en el gobierno de Juan Manuel Santos y el Ejército de Liberación Nacional (ELN).

## Biografía
Hijo de padre cubano y madre colombiana. Realizó estudios secundarios en el Colegio San José, y posteriormente ingresó a la facultad de Derecho en la Universidad Javeriana y ejerció desde muy joven como periodista en el diario El Heraldo, de su ciudad natal. El 27 de octubre de 1991, convertido en uno de los periodistas más influyentes de su región se presentó como candidato independiente para gobernador de Atlántico, y tras conseguir el respaldo de sectores tradicionales de la política local fue elegido para el periodo 1992-1994, convirtiéndose en el primer gobernador elegido por voto popular.
Entre 1985 y 1986 estudió un postgrado en la Universidad de Oxford , y regresó al país para vincularse a la campaña presidencial conservadora (pese a tener mayores vínculos con el Partido Liberal) en el marco de la Gran Alianza por el Cambio que auspiciaba el candidato Andrés Pastrana. Éste lo escogió como candidato a Vicepresidente, siendo elegidos en la segunda vuelta de las elecciones de 1998. Durante el gobierno de Pastrana se encargó de la Oficina de Derechos Humanos (1998-2001) y fue Ministro de Defensa Nacional (2001-2002). Tras dejar la vicepresidencia, se retiró de la política, regresando a sus labores académicas y periodísticas.
En junio de 2006, siendo director del diario El Heraldo, recibió un falso libro bomba, con amenazas contra su vida, que desconocidos enviaron a su residencia de Barranquilla.

### Embajador de Colombia en Cuba
Desde mayo de 2011 hasta diciembre de 2017 se desempeñó como Embajador de Colombia en Cuba. En su paso por la embajada se llevaron a cabo los diálogos que culminaron con los Acuerdos de paz entre el gobierno colombiano y las FARC-EP en Cuba, de los cuales es defensor.

### Jefe del Equipo Negociador con el ELN
El 19 de diciembre de 2017 el entonces Presidente de Colombia, Juan Manuel Santos, lo designa como nuevo Jefe del Equipo Negociador del gobierno con la guerrilla del Ejército de Liberación Nacional (ELN), en el marco de los diálogos de paz efectuados con este movimiento insurgente desde el 7 de febrero de 2017, cargo que asumió a partir del 9 de enero de 2018 reemplazando a Juan Camilo Restrepo, quien renunció por razones personales y profesionales. A pesar de los ingentes esfuerzos entre las partes para conseguir el cese al fuego bilateral y un acuerdo marco para lograr firmar la paz entre el gobierno y el ELN antes de la culminación del periodo del presidente Santos, no fue posible concluir de manera exitosa los diálogos de paz ni el cese al fuego terminando sus funciones, al igual que la de los demás miembros de equipo negociador, el 3 de agosto de 2018 por orden del sucesor presidencial de Santos, Iván Duque Márquez.